# 代雷希夫卡
49°38′24″N 35°45′55″E / 49.64000°N 35.76528°E
代雷希夫卡（烏克蘭語：Дерегівка）是位於烏克蘭東部的村莊，由哈爾科夫州哈爾科夫區的新沃多拉哈市鎮負責管轄。該村面積1.1平方公里，海拔高度187米，2001年人口354，人口密度每平方公里321.8人。